# Elisabeth Maier (Skeletonpilotin)
Elisabeth Maier (* 17. März 1994 als Elisabeth Vathje in Calgary) ist eine ehemalige kanadische Skeletonpilotin.

## Werdegang
Maier begann 2007 mit dem Skeletonsport. Im Skeleton-Nordamerikacup 2012/13 gelang ihr hinter ihren Teamkolleginnen Jane Channell und Madison Charney der dritte Platz in der Gesamtwertung. Im gleichen Jahr startete Maier auch im Skeleton-Europacup und feierte dabei in La Plagne zwei dritte Plätze. In der folgenden Saison 2013/14 gewann Maier den Skeleton-Nordamerikacup, nachdem sie in Park City einen Sieg sowie einen zweiten Platz feiern konnte und auch in Lake Placid auf Rang zwei fuhr. Zudem wurde sie in Calgary Dritte. Im Januar 2014 gewann sie zudem bei der Junioren-WM in Winterberg Silber hinter Jacqueline Lölling.
Im Europacup sicherte sich Maier zu Beginn der Saison 2014/15 einen dritten Rang in Königssee und einen Sieg in Winterberg. Zur Saison 2014/15 kam Maier zudem in den Kader für den Skeleton-Weltcup. Vor der Saison startete sie eine Fundraising-Kampagne, um 20.000 Kanadische Dollar zu sammeln, die ihr für die Kosten von Technik und Reisen noch fehlten. Bei den Kanadischen Meisterschaften 2015 am 1. November 2014 gewann sie hinter Madison Charney und Lanette Prediger die Bronzemedaille.
In ihrem ersten Weltcup am 12. Dezember 2014 in Lake Placid erreichte Maier hinter der Britin Elizabeth Yarnold den zweiten Platz. In ihrem zweiten Weltcuprennen auf ihrer Heimbahn in Calgary feierte sie ihren ersten Sieg. Es folgten zwei weitere zweite Plätze in St. Moritz und Igls; mit zwei ausgelassenen Rennen belegte sie am Ende in der Gesamtwertung den 10. Rang. Bei der Skeleton-Weltmeisterschaft 2015 in Winterberg gewann Maier Bronze im Einzel und wurde Vierte im Teamwettbewerb. Im Weltcup-Winter 2015/16 konnte Maier nicht an die herausragenden Ergebnisse ihrer Debütsaison anknüpfen, steigerte sich durch ihre Teilnahme an allen Saisonrennen jedoch mit Platzierungen zwischen 6 und 13 im Gesamtweltcup um einen Rang auf den 9. Platz. In der Folgesaison gelangen ihr beim ersten Rennen in Whistler und beim vierten Rennen in Winterberg zwei Weltcupsiege, was zu Platz fünf in der Weltcupgesamtwertung führte. Bei den Weltmeisterschaften 2017 wurde sie Sechste.
Die Weltcup-Saison 2017/18 beendete sie auf dem dritten Rang der Gesamtwertung. Bei den darauffolgenden Olympischen Winterspielen in Pyeongchang belegte sie den neunten Rang. Im Anschluss heiratete sie auf Hawaii den österreichischen Bobfahrer Benjamin Maier.

## Erfolge

### Weltcupsiege
| Nr. | Datum             | Ort        |
| --- | ----------------- | ---------- |
| 1.  | 19. Dezember 2014 | Calgary    |
| 2.  | 2. Dezember 2016  | Whistler   |
| 3.  | 15. Januar 2017   | Winterberg |